# 1934 en hockey sur glace
Cette page présente les éléments de hockey sur glace de l'année 1934, que ce soit d'un point de vue rencontres internationales ou championnats nationaux. Les grandes dates des différentes compétitions sont données ainsi que les décès de personnalités du hockey mondial.

## Amérique du Nord

### Ligue nationale de hockey
- Les Blackhawks de Chicago remportent la Coupe Stanley.
- Les Sénateurs d'Ottawa déménagent à Saint-Louis pour devenir les Eagles de Saint-Louis.

## Europe

### Allemagne
- Le SC Brandenburg Berlin remporte le titre de champion d'Allemagne[1].

### France
- Coupe Magnus : les Rapides de Paris sont champions de France.

### Suisse
- HC Davos champion de Suisse.

## International

### Championnats du monde
- 3 février  : début du 8e championnat du monde.
- 11 février : le Canada récupère son titre mondial en remportant la finale 2-1 contre les États-Unis[2].

## Autres Évènements

### Fondations de club
- Diables Rouges de Briançon

### Décès
Didier Pitre